# Пиперион
Пипе́рион (греч. Πιπέριον) или Пипе́ри (греч. Πιπέρι) — небольшой остров в Греции. Входит в острова Северные Спорады в Эгейском море. Расположен в 14 километрах к юго-востоку от острова Юра. Расстояние до порта Патитириона на Алонисосе 25 морских миль, до Перистеры — 25 морских миль, до Волоса — 90 морским миль, до Айос-Констандиноса — 85 морских миль. Площадь острова составляет 4,166 квадратных километров, наивысшая точка — 354 метра. Входит в общину (дим) Алонисос в периферийной единице Спорадах в периферии Фессалии. Население 6 жителей по переписи 2011 года. На острове обитают редкие тюлени-монахи и 33 вида исчезающих птиц, находящиеся под охраной Барселонской конвенции.

## Население
| Год  | Население, человек |
| ---- | ------------------ |
| 1991 | 0                  |
| 2001 | 2                  |
| 2011 | ↗ 6                |